# Adolf Benca
 Adolf Benca (Čehoslovačka, 1959) američki je slikar slovačkog porekla.

## Biografija
Porodica Benca je 1969. godine sa desetogodišnjim Adolfom i mlađom ćerkom Lubicom emigrirala iz Čehoslovačke
```
u 
Ameriku
. 
```

Najpre je 1981. godine završio The Cooper Union for the Advancement of Science and Art, školu umetnosti u Njujorku, sa diplomom Bachelor of Fine Arts (B.F.A.). Četiri godine kasnije završio je kolumbijski Univerzitet u Njujorku. Godine 1987. dodeljena mu je titula Master of Fine Arts (M.F.A.) na prestižnom Univerzitetu Kolumbija. Studirao je 1987-1988. godine ljudsku anatomiju na Univerzitetu u Bolonji, Italija, gde je i učestvovao na više od 3.000 obdukcija.
U Italiji, u arhivi „ Lorenco de Mediči“ ispitao je više od 900 primeraka dela Aristotela.
Na Univerzitetu u Bolonji, jednom od tri najstarijih u Evropi, Adolf Benca je dobio titulu „Doctor honoris causa“ (Dr.h.c.) u oblasti anatomije, kao i titulu „Doctor honoris causa” u oblasti filozofije koje mu je dodelio Džon Hopkins Univerzitet.
Nakon pada „gvozdene zavese“ odlučio je da produži svoju karijeru u centralnoj i istočnoj Evropi. Godine 2002. je počeo sa radom u Pragu i tu mu je dodeljena prestižna nagrada Masarikove akademije. Svoju kompletiranu kolekciju umetničke aktivnosti od 2003. godine pa do danas, umetnik predstavlja na rečnim lađama, tj. „Plutajućim galerijama“ koje su nazvane po njemu i međunarodno su priznate. “Plutajuću galeriju”, gde su izložene slike Adolfa Benca u Bratislavi je 2012. godine posetilo 22.437 ljudi.

## Stipendije, članstva i nagrade

### Stipendije
- 1979/1980. „Tylor School of art“ U Rimu,
- 1980. Oxford za studije u Italiji,
- 1986/1987. „Recnati Columbia”, univerziteta, za postdiplomske studije
- 1988. Stipendija Francuskog ministarstva kulture,
- 1988. „Friends of Johns Hopkins”, Univerziteta u Bolonji,
- 1987/1988. za studije u Italiji, program „FULBRIGHT FOUNDATION”,
- 1988. za studiranje anatomije i slikanja u Firenci,
- 1990. Postdiplomska stipendija „YADOO”,
- 1990. „EDWARD ALBEE FOUNDATION”,
- 1991. „Yale Univerzitet”,
- 1991/1992. „POLLOCK – KRASNER FOUNDATION”,
- 1992. „MILLAY COLONY PRAKSA”,
- 1994. „NEW YORK FOUNDATION FOR THE ARTS FELLOWSHIP”,
- 2001. „USA FULLBRIGHT STIPENDIJA”.

### Članstva
- 1985. član švajcarske akademije u Rimu,
- 1987. član francuske akademije u Rimu,
- 1988. član američke akademije u Rimu,
- 1994. član švedske akademije u Rimu,
- 2000. član nemačke akademije u Berlinu.

### Nagrade
- 1981. Nagrada SARAH COOPER-HEWIT, COOPER UNION,
- 2002. Nagrada Akademije T.G. MASARYKA u Pragu.

## Najznačajnija umetnička dela
- „Rabbinic dispute“ - Dimenzije 120 x 200 cm, ulje i akril na platnu, 2012. godina. „Plutajuće galerije” Bratislava
- „Nurse“ - Dimenzije 180 x 180 cm, akril na platnu, 2004. „Plutajuće galerije” Bratislava
- „Spanish influenza”- Dimenzije 196 x 281 cm, akril na platnu, 2003. „Plutajuće galerije” Bratislava
- Kolekcija „Dialogues of the Dead Series: Triptych 1 Tryptich 2, Tryptich 3“, Dimenzije 300 x 400 cm, akril na tepihu 2003. Izložena na „Adolf Benca Akademija s.r.o.” Bratislava
- „Winner on the cross“- Dimenzije 300 x 200 cm, akril, industrijska boja i katran na tepihu, 2003. „Plutajuće galerije” Bratislava
- „She”- Koautor Katarina Hanušinová - Dimenzije 200 x 300 cm, akril na tepihu, 2009-2012. „Plutajuće galerije” Bratislava
- "CESTA NA SEVEROZAPAD" - kolekcija od 16 slika; Raznih dimenzija; tehnika: akril na drvetu. Ova kolekcija je bila izložena u Evropskom parlamentu u Briselu. U privatnom vlasništvu kolekcionara
- Limitirana edicija „Stigma 54" - Edicija sadrži 54 umetnička dela koje karakterišu i predstavljaju "Stigmu" tj.pečat kojim su se u Antičkom Rimu i Antičkoj Grčkoj žigosali robovi, zločinci, prostitutke, izdajice i duševno bolesni ljudi. Dela su raznih dimenzija: visina od 30-45 x širina od 45–65 cm, tehnika je akril na drvetu, 2012. Neke su u vlasništvu članova saveza Adolf Benca Akademije. Ova umetnička dela su mogli priuštiti samo privilegovani kolekcionari širom sveta.

### Umetnička dela u Evropskom parlamentu
Umetnička dela koja su od 1. jula 2016. izložena u Evropskom parlamentu povodom predsedavanja Slovačke Republike u veću Evropske Unije:
- „€=mc2” (Portret Otto von Habsburga), 2011” - 175 x 141 cm, ulje na platnu, 2011.
- „Waterways – Northwest Passage, No.1”, 2012” - 57 x 149 cm, ulje na platnu, 2012.
- „Waterways – Northwest Passage, No.7, 2009” - 55 x 112 cm, ulje na platnu, 2009.
- „Waterways – Northwest Passage, No.13, 2012” - 50 x 140 cm, ulje na platnu, 2012.
- „Waterways – Northwest Passage, No.14, 2012” - 82 x 102 cm, ulje na platnu, 2012.

## Izložbe

### Samostalne izložbe
- Aktuelno: Decembar 2016. - februar 2017, "Izložba Stigma", Niš, Srbija – posvećena utemeljivaču hrišćanstva Konstantinu Velikom i pokretanju potpisivanja peticije za izmirenje katoličke i pravoslavne crkve.
- 2013-2014.  Trajna instalacija, Dunav, "Runa od Ahe", Bratislava, Slovačka
- 2005.       Mihalska brana galerija, Bratislava. Slike o Iraku
- 2003.       Internacionalna komercijalna banka galerija, Bratislava
- Maj 2001.   Panteon umetnosti i nauke, Kulturni dom, Budimpešta
- Novembar 2000.  Austria-Slovačka New World Information Exhibition Foundation
- Novembar 2000.  Panteon umetnosti i nauke, Kulturni dom, Stupava, Slovačka
- Novembar 2000.  Estetska galerija, Dom kulture, Stupava, Slovačka
- Septembar 2000. Slovačka izložba, Kantos, Washington,
- Januar 2000.    Seton Hall University School of Law, Portreti, Istorija prava
- Februar 1999.   United Nations, Rad iz Sudana
- Februar 1998    Seton Hall University School of Law, Jazz crteži
- Oktobar 1998    Jazz crteži, New York,
- Sept/Oktobar 1998. Inkubus galerija, Majami, Florida, Slike, „Rođenje kontinenata”
- Maj/Jul 1998.  Inkubus galerija, Majami Florida, Slike, „Enciklopedija”
- April 1998.    Inkubus galerija, Majami, Florida, Slike temperom
- Mart 1998.     Inkubus galerija, Majami, Florida, Slike
- Februar 1998.  Inkubus galerija, Majami, Florida, Slike
- Novembar 1997. Inkubus galerija, Majami, Florida, Slike temperom
- Avgust/Sept 1997.  Inkubus galerija, Majami, Florida, Crteži
- Maj 1997.   Inkubus galerija, Majami, Florida, Slike
- April 1997.  Slovačka ambasada, Wašington,
- Octobar 1996.   Seton Hall University School of Law, Medicinski portreti crteži
- Januar 1996.   M-13 galerija, Njujork
- Maj 1996.  Baldachino Gallery, Njujork
- Maj 1994.  Sterling galerija, Čikago, Illinois
- Maj 1993.  Sterling galerija, Čikago, Illinois
- Decembar 1992.  M-13 galerija, Njujork
- Septembar 1991.  M-13 galerija
- 1988.  galerija Losange, Grenobl
- 1988.  Twining galerija, Njujork
- 1988.  ARTE FIERE, Bolonja
- 1987.  Saint-Gaudens National Historic Site, Corniš
- 1986.  Twining galerija, Njujork
- 1985.  Galerija Jean-Yves Noblet, Pariz
- 1985.  Twining galerija, Njujork
- 1984.  Twining galerija, Njujork
- 1983.  Paul Olsen galerija, Njujork
- 1983.  Twining galerija, Njujork
- 1982.  Alexander Carlson galerija, Njujork
- 1981.  Arthur A. Houghton galerija, The Cooper Union, Njujork

### Grupne izložbe
- 2014.	Matica Slovenska, "Kulturna revolucija", Martin, Slovačka
- Oktobar 1998.	United Nations, Umetnici iz Slovačke
- Jun 1996. Arkansas Arts Center Fondacija, kolekcija
- Februar 1995.	Achim Moeller Fine Art, Njujork
- Septembar 1995. Achim Moeller Fine Art, Salon des Beaux Arts, Pariz
- Maj 1994. Kennesaw State College, Marietta Georgia
- Maj 1992. Gallery Three Zero, New York, AMFAR benefit
- Januar 1992. The Cooper Union. "Dobar rad" od nedavnih diplomaca
- 1991.	 Stuart Lev] Galerija, Njujork
- 1991.	Twining galerija, Njujork, Crteži o ratu
- 1991.	M-13 Galerija, Njujork
- 1990.	M-13 Galerija, Njujork
- 1990. Stuart Levy Galerija, Njujork
- 1990.	Achim Moeller Fine Art, Njujork
- 1989.	Achim Moeller Fine Art, Njujork
- 1988.	Čehoslovačko udruženje umetnosti i nauke, Vašington,
- 1988.	Queens Muzej, Njujork
- 1988.	Twining galerija, Njujork
- 1986.	Galerija Two Nine One, Atlanta
- 1986. Georgia Muzej umetnosti, Atina
- 1986.	Twining galerija, Njujork
- 1986.	The Ewing galerija umetnosti i arhitekture,  University of Tennessee
- 1985.	Kanadska galerija umetnosti, Kalgari
- 1985.	Twining galerija, Njujork[1]
- 1984.	Brenda Kroos galerija, Columbus, Ohajo
- 1984. Deborah Sharpe galerija, Njujork
- 1984. Czechoslovak Society of Arts & Sciences, Montreal
- 1983.	Paul Olsen galerija, Njujork
- 1982.	Paul Olsen galerija, Njujork
- 1981.	Allan Stone galerija, Njujork
- 1981.	Alexander Carlson galerija

## Svetske institucije umetnosti koje poseduju dela Adolfa Bence
- Muzej moderne umetnosti, Njujork
- Metropolitan muzej umetnosti, Njujork
- Nacionalna galerija umetnosti, Vašington
- Fred Jones Jr. muzej umetnosti, The University of Oklahoma
- Muzej visoke umetnosti Atlanta
- Muzej Vatikana, Vatikan, Rim
- Williams College muzej umetnosti, Williamstown, Masačusets
- Arkansas Arts Center Foundation Collection, Little Rock, Arkansas – zbirka fondacija
- Henry Art Gallery on the University of Vashington, Sietl
- Muzej savremene umetnosti, Tel Aviv
- Muzej umetnosti, Hongkong
- Plutajuće galerije, Bratislava, Slovačka
- Nacionalna galerija Slovačke, Bratislava

## Bibliografija
- 1998.	Exhibition Review, LOCAL COLOR, maj, Majami
- 1998.	Exhibition Review, COCONUT GROVER, Februar 1998. Majami
- 1998.	Exhibition Review, FASHION TIMES, Mart 1998, Majami, Njujork
- 1997.	Exhibition Review, FASHION SPECTRUM, novembar
- 1997.	"Adolf Benca prikazuje mitološke slike". Majami New Times, 22. maj
- 1997.	Izložba/ galerija Michele/ Slovačka ambasada, review, Washington Post, 1. april
- 1997.	Exhibition review, Slovačka u Americi. " The New Metamorphoses", april/maj
- 1997.	Exhibition review, JEDNOTA, "The New Metamorphoses", maj
- 1997.	Exhibition review, SOKOL, "The New Metamorphoses", april/maj
- 1996.	Exhibition catalogue, Arkansas Arts Center, Arlene Raven, esej
- 1996.	Prekop, Rudo. "Adolf Benca intervju o Vorholu", Prag
- 1996. Varos, Milan, in Putovanie Zakrajanmi, "Adolf Benca, Amerika je drugi Vorhol",EUROSKOP, Pp. 37-45.
- 1993.	"Adolf Benca". ZIVOT, Bratislava
- 1993.	Art Genes Portable Museum. Septembar
- 1992.	izložbeni katalog, galerija Three Zero, AMFAR Benefit
- 1992.	Bellamy, Peter, The Artist Project, portreti savremenih umetnika
- 1991.	"Kritička studija o umetnosti Adolfa Bence", ART LIFE. Bratislava/Beč, April
- 1990. "Slike Adolf Bence", Čikago dizajn, pad 1990
- 1989.	Payne, Nancy, "Otkrivanje ljudske istine", Lancaster Intelligencer Journal, Lankester, PA 5. april
- 1988.	Varias, Alexander, "Adolf Benca i oživljavanje Mitskih slika", The Greek- American, Njujork
- 1988.	Review, ART NEWS, Novembar, grupna izložba, M-13 galerija
- 1988.	Izložbeni katalog, The Queens muzej, "Classical Myth and Imagery in Contemporary Art", Barbara C. Matilsky, kustos
- 1988.	"Mostro Mercato/La Partecipazione Stranera", Bologna ARTE FIERA in "II Resto del Carlino" 20 Fcbbraio
- 1988.	Review of exhibition Le Cargo/Losange in "Liberation". Lion, Francuska
- 1988.	"Adolf Benca...", in FALCON, 29. jun
- 1987.	"Adolf Benca", Chicago Tribune, 15. april
- 1987.	Stuart, Claudia, "Prelep ambijent za Bencovu umetnost", Valley News, Cornish, New Hampshire, 22. jun
- 1986.	E. Heartney, review, "Adolf Benca", ART NEWS 85, Januar, 135
- 1986.	Benamou, Genevieve, "Evropska savremena umetnost", uvod od Pjera Restana
- 1986.	Pressler, Melissa, review, "Adolf Benca", ARTS 60, V
- 1985.	Izložbeni katalog, Twining galerija, Adolf Benca, Njujork
- 1984.	Pressler, Melissa, review, "Adolf Benca", ARTS, decembar
- 1981.	Sofer. Ken, review. "Adolf Benca". ART NEWS, januar
- 1981.	Stasko, Joseph,"Adolf Benca". HORIZONT, maj/jun
- 1981.	"Adolf Benca: Reka je moja metafora", PEOPLE, 11. maj
- 1977.	"Adolf Benca", Chicago Daily News, 9. maj
- 1977. Klein Mike,"Adolf Benca", Chicago Sun Times. 11. maj
- 1977.	Davis, B., "Adolf Benca". Waukegan News Sun, 29. april
- 1977.	Dadisman, Maryann, "Adolf Benca". Waukegan News Sun, 9. januar

## Literatura
1. Adolf Benca, Twining Gallery, New York, 1985
2. Miroslav Klivar, Podpaštunske zvesti  - Kto je doma prorokom, broj 2/2002, godina III, strana 1.
3. Barbara Sullivan, Intervju sa Jerry Chavinom, Chicago Tribune Архивирано на веб-сајту  (14. август 2016), 1987
4. Adolf Benca: The River is My Metaphor, PEOPLE, Архивирано на веб-сајту  (13. септембар 2016) May 11, 1981
5. https://web.archive.org/web/20160815154050/http://benca-museum.com/adolf-benca/ Pronađen link 29og juna, 2016
6. https://web.archive.org/web/20160815165106/http://benca-museum.com/adolf-benca-academia/ Pronađen link 29og juna, 2016
7. http://benca-museum.com/2016/06/15/hello-world/ Pronađen Архивирано 2016-06-29 на сајту  link 29og juna, 2016
8. https://web.archive.org/web/20160822195003/http://wwwopac.upm.cz/zaznam.php?detail_num=1438&vers=&lang=eng&user_hash=7d6313c0bccc140d577e0696633152806ab7dc6c&ascdesc=0&sortby=&strana=0 Pronađen link 29og juna, 2016
9. http://www.idref.fr/031606113 Pronađen link 29og juna, 2016
10. http://bombmagazine.org/article/89/skellital-sea Архивирано на веб-сајту  (15. август 2016) Pronađen link 29og juna, 2016
11. http://www.slideshare.net/DrHcAdolfvonBenzCado/adolf-resume-50897746 Pronađen link 29og juna, 2016
12. https://web.archive.org/web/20160817085026/http://www.artfinding.com/6951/Biography/Benca-Adolph Pronađen link 29og juna, 2016
13. http://www.eantik.sk/autor/2490/adolf-benca/ Pronađen link 29og juna, 2016
14. http://www.seizedacquisitions.com/itemdetails.cfm?auction=2460&cat=Art&subcat=941136704&itemnum=441891668&page=1%5B%5D Pronađen link 29og juna, 2016
15. http://www.worthpoint.com/worthopedia/benca-pastel-painting-czech-am-26764289 Pronađen link 29og juna, 2016

## Spoljašnje veze
- Adolf Benca official website
- MoMA Public Collection of A. Benca
- Adolf Benca on askart
- Adolf Benca facebook page
- https://web.archive.org/web/20160816211619/http://www.artlandia.sk/en/webdizajn/adolf-benca-painter
- http://www.people.com/people/archive/article/0,,20079240,00.html Архивирано на веб-сајту  (13. септембар 2016)
- https://web.archive.org/web/20160120004918/http://www.adolfbenca.sk/
- Plivajuće galerije